# Hans Eippert
Hans Eippert (* 2. Dezember 1945 in Dahn; † 2. Juli 2016) war ein deutscher Fußballspieler und Fußballtrainer.
Der Mittelfeldspieler wechselte 1965 vom FC Dahn zum FK Pirmasens. Drei Jahre später schloss sich Eippert Südwest Ludwigshafen an. Zur Saison 1969/70 wechselte Hans Eippert zum SSV Reutlingen 05, für den er in der Regionalliga Süd bis 1972 in 85 Spielen 18 Tore erzielte. Danach spielte Eippert für ein Jahr für den FC 08 Homburg, für den er in der Regionalligaspielzeit 1972/73 in der Südweststaffel 20 Einsätze absolvierte und 6 Tore erzielte. Nachdem der SSV während Eipperts einjähriger Abwesenheit abgestiegen war, kehrte Eippert zur Saison 1973/74 zu den Reutlingern zurück und trat mit dem SSV in der 1. Amateurliga Schwarzwald-Bodensee an. Nach dem Gewinn der Württembergischen Amateurmeisterschaft nahm Eippert mit seinen Reutlingern an der Endrunde um die Deutsche Amateurmeisterschaft 1974 teil. Im Wiederholungsspiel des Endspiels gegen den VfB 06/08 Remscheid verwandelte Hans Eippert den entscheidenden Elfmeter zum 2:1-Endstand, durch den der SSV Reutlingen erstmals Deutscher Amateurmeister wurde. In der anschließenden Saison qualifizierte sich Eippert mit dem SSV Reutlingen als Meister der 1. Amateurliga Schwarzwald-Bodensee für die Aufstiegsrunde zur 2. Bundesliga. Dort sicherte er sich durch 5 Siege in 6 Gruppenspielen mit seinen Reutlingern den Aufstieg in den Profifußball. In der Saison 1975/76 war Eippert in allen 38 Saisonspielen des SSV Reutlingen in der 2. Bundesliga Süd im Einsatz und erzielte dabei 13 Treffer. Nach dem Abstieg am Ende dieser Saison wurde Eippert mit dem SSV in der Amateurligasaison 1976/77 erneut Schwarzwald-Bodensee-Meister. Als er mit dem SSV Reutlingen in der anschließenden Aufstiegsrunde gescheitert war, wechselte Hans Eippert 1977 zum TSV Eningen, bei dem er Spielertrainer wurde. Im September 1982 wurde Eippert Trainer des SSV Reutlingen in der Oberliga Baden-Württemberg. Am Ende der Saison 1982/83, in der Eippert in 3 Spielen als Spieler aktiv war, stieg seine Mannschaft in die Verbandsliga Württemberg ab. Nachdem er im Verlauf der folgenden Saison sein Traineramt an Rudi Murmann abgab war Eippert für den SSV Reutlingen als Platzwart tätig.